# Pimpla nuda
Pimpla nuda là một loài tò vò trong họ Ichneumonidae.